# Gasterocome subfasciata
Gasterocome subfasciata là một loài bướm đêm trong họ Geometridae.